# Савельева, Анна Дмитриевна
А́нна Дми́триевна Саве́льева (род. 26 ноября 1949 года, Владивосток) — актриса театра, народная артистка России (2000). Художественный руководитель Камчатского театра драмы и комедии с 2014. по 2020 год.

## Биография
Анна Дмитриевна Савельева окончила музыкальное училище по классу вокала;
- 1973 год — окончила  факультет театрального искусства Дальневосточного педагогического института искусств, педагог: В. П. Ильясов.

Анна Дмитриевна после окончания вуза поступила в труппу Камчатского театра драмы и комедии.

### Убеждения
В 2014 году Анна Дмитриевна Савельева подписала Коллективное обращение деятелей культуры Российской Федерации в поддержку политики президента РФ В. В. Путина на Украине и в Крыму.

## Награды
- 20 мая 1983 — Заслуженная артистка РСФСР.
- 18 ноября 2000 — Народная артистка России.